# Moto TV
Moto TV è stato l'unico canale televisivo interamente dedicato al mondo delle moto in onda sulla piattaforma televisiva Sky al canale 237 come "Option". Il canale è nato il 14 aprile 2007 e il suo pubblico era composto da appassionati e sportivi del motociclismo. I programmi in palinsesto erano particolari e molto specifici nei temi: dall'enduro al turismo, dai campionati internazionali più importanti agli eventi organizzati dai moto club italiani per i campionati regionali. Andavano in onda anche rubriche e notiziari con approfondimenti sulle ultime novità in materia di due ruote.
Il 29 settembre 2012 il canale ha cessato le sue trasmissioni e si è fuso con il nuovo canale Automoto TV.